# One Night Affair (Spargo)
One Night Affair is de vierde single van de Nederlandse band Spargo, de band rond zanger Ellert Driessen en zangeres Lilian Day Jackson. Het nummer werd geschreven door Ellert Driessen en geproduceerd door Joël David, Dicky Lafour en Spargo. Het verscheen begin 1981 en is afkomstig van hun album Go; Zeth Mustamu - toenmalig percussionist van Massada - speelt mee als gastmuzikant. One Night Affair haalde de vierde plaats in de Nederlandse top 40.